# Yuka Hirano (Fußballspielerin)
Yuka Hirano (jap. 平野 優花, Hirano Yuka; * 27. Januar 1997 in Kawagoe) ist eine japanische Fußballspielerin, die für den VfB Stuttgart spielt.

## Karriere
2018 debütierte Hirano für Nojima Stella Kanagawa Sagamihara in der damals erstklassigen Nadeshiko League. Sie wechselte in der Rückrunde der Saison 2018/19 zum 1. FC Köln, bei dem sie mit vier Toren in neun Zweitligaspielen in ihrer Debütsaison zum Aufstieg in die Frauen-Bundesliga beitrug. Gegen den FF USV Jena erzielte sie am 22. September 2019 ihr erstes Bundesliga-Tor. Hirano kehrte 2022 zu Nojima Stella Kanagawa Sagamihara zurück und spielte dort in der neuen professionellen WE League.
Am 10. Juli 2024 wechselte sie zum VfB Stuttgart und unterzeichnete einen bis zum 30. Juni 2026 datierten Vertrag.